# Valerie Ziegenfuss

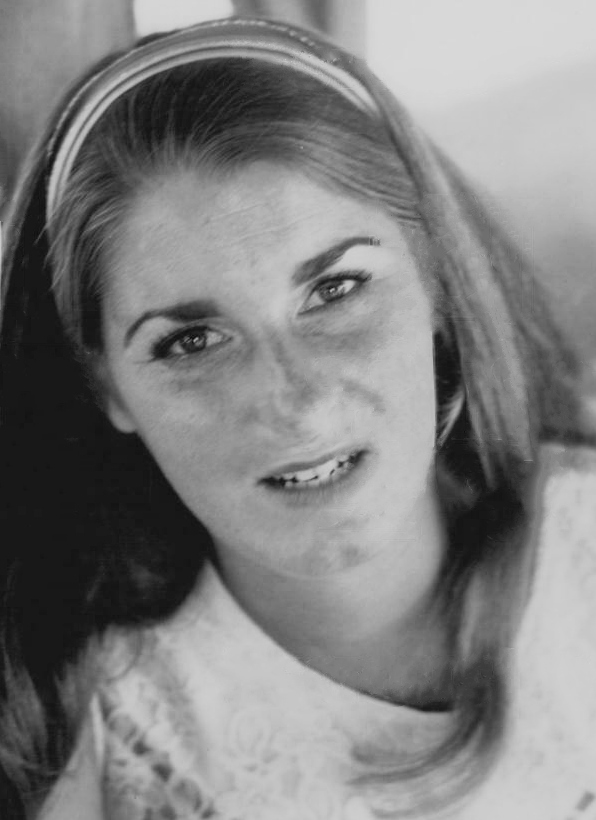
Valerie Ziegenfuss (1973)

Valerie Ziegenfuss (* 29. Juni 1949 in San Diego, Kalifornien) ist eine ehemalige US-amerikanische Tennisspielerin und die Tochter des Basketballcoachs George Ziegenfuss.
Seit 1970 war sie Tennisprofi. Im selben Jahr gründete sie mit den Spielerinnen Billie Jean King, Rosie Casals, Nancy Richey, Kerry Melville, Peaches Bartkowicz, Kristy Pigeon, Judy Dalton und Julie Heldman, bekannt geworden als Original 9, die amerikanische Frauentennisvereinigung, die heute unter dem Namen Women’s Tennis Association (WTA) bekannt ist. 1968 gewann sie Olympiabronze im Damendoppel.
Ziegenfuss lebt heute in San Diego. Nach ihrem Rücktritt als Profispielerin war sie Tennislehrerin, bevor sie ein Immobilienunternehmen gründete. Ihre Tochter Allison Bradshaw war ebenfalls einige Jahre Tennisprofi.